# Valentino Grant
Valentino Grant, né le 21 avril 1964 à Rome, est un homme politique.
Il est élu député européen le 26 mai 2019.